# تترای آریانا
تترای آریانا (نام علمی: Hyphessobrycon arianae)، یک گونه تترا از راسته تتراسانان و خانواده کاراسینانها است. بومی حوضه رودخانه پارانا است. تترای آریانا می‌تواند تا حدود ۲٫۵ سانتیمتر رشد کند.
نام آن به افتخار همکار آندره اوج، آریان دوور نامگذاری شده‌است.